# Davor Kus
Davor Kus, né le 21 juillet 1978 à Rijeka, dans la République socialiste de Croatie, est un joueur croate de basket-ball, évoluant au poste de meneur.

## Carrière

### Palmarès
- Champion de Croatie 2001, 2002, 2003, 2004, 2006, 2007 (Cibona Zagreb)
- Vainqueur de la coupe de Croatie 2001, 2002 (Cibona Zagreb)